# Filmjahr 1923
Liste der Filmjahre

◄◄ | ◄ | 1919 | 1920 | 1921 | 1922 | Filmjahr 1923 | 1924 | 1925 | 1926 | 1927 | ► | ►►

Weitere Ereignisse

## Ereignisse

### Unternehmensgründungen
- 4. April: Harry Warner, Albert Warner, Sam Warner und Jack L. Warner gründen das Unternehmen Warner Bros. Pictures, Incorporated, aus der die Filmproduktionsgesellschaft Warner Bros. hervorgeht.
- 16. Oktober: Walt Disney und Roy Disney gründen das Unternehmen Disney Brothers Studio, aus der die Filmproduktionsgesellschaft The Walt Disney Company hervorgeht.

### Uraufführungen

#### Deutschland
- 29. November: Im Berliner Marmorhaus findet die Uraufführung der Kostümstummfilmkomödie So sind die Männer von Georg Jacoby statt. Die zur Drehzeit 20-jährige Marlene Dietrich gibt in dem 1922 gedrehten Streifen mit einer Nebenrolle ihr Filmdebüt.

#### Vereinigte Staaten
- 24. Januar: Der Kurzfilm Der Pilger von Charlie Chaplin hat in New York City seine Uraufführung. Im US-Bundesstaat Pennsylvania wird der Film verboten, da er angeblich das Priesteramt lächerlich mache.

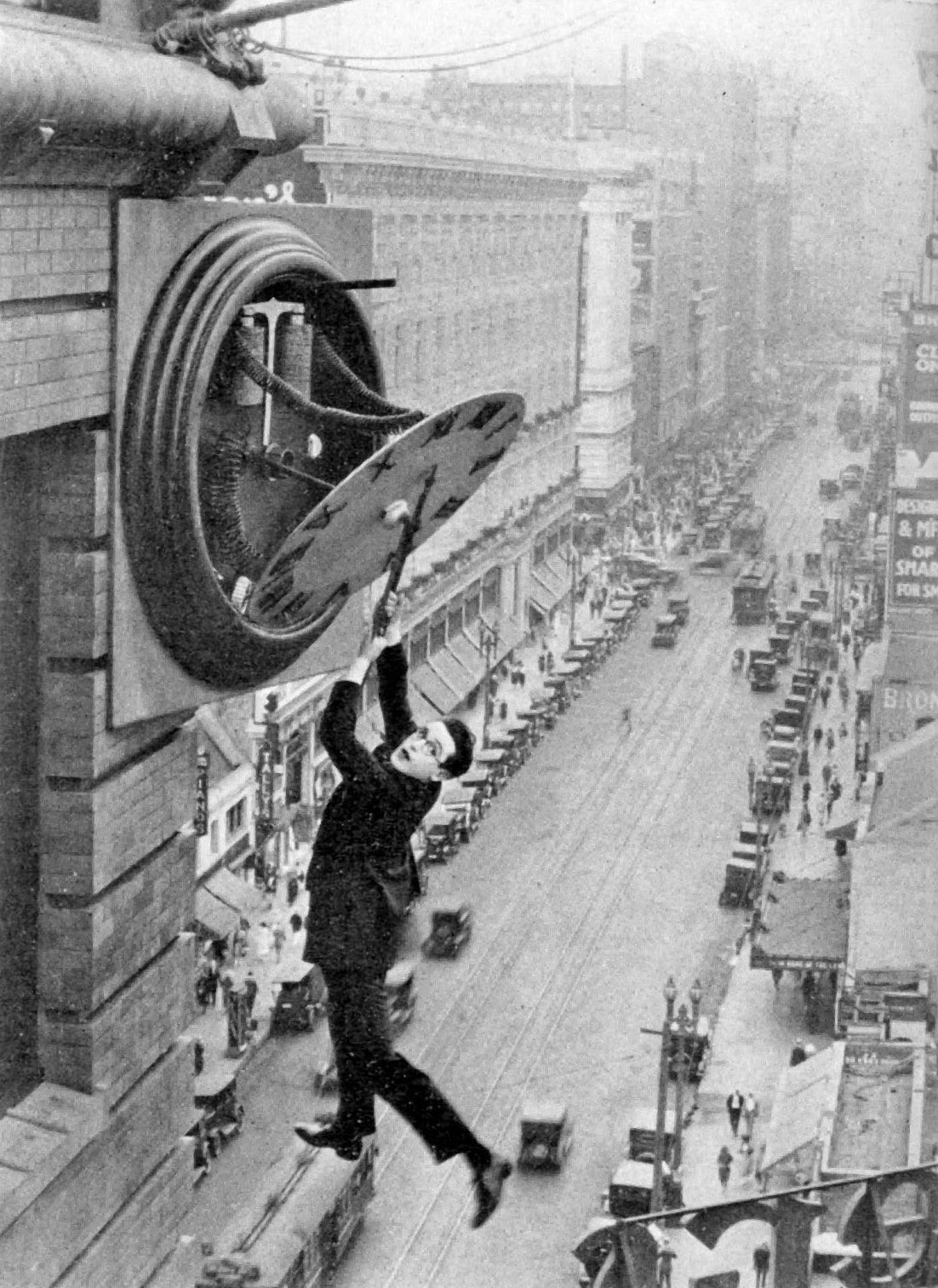
Die berühmteste Szene aus Safety Last!

- 1. April: Mit der Stummfilmkomödie Safety Last! von Hal Roach kommt der bekannteste Film mit Harold Lloyd in die Kinos.
- 24. September: Three Ages ist Buster Keatons erste abendfüllende Stummfilmkomödie, besteht jedoch eigentlich aus drei Kurzfilmen. Keaton parodiert darin den Film Intolerance von David Wark Griffith aus dem Jahr 1916.
- 1. Oktober: Charlie Chaplins Melodram A Woman of Paris hat seine Uraufführung in Hollywood. Edna Purviance und Adolphe Menjou sind in den Hauptrollen zu sehen. Chaplin führt Regie in seinem ersten Film für United Artists und ist selbst nur in einer kurzen Szene in einer Nebenrolle zu sehen. Der Film wird begeistert von den Kritikern aufgenommen, fällt jedoch anschließend beim Kinopublikum durch.
- 19. November: In seinem zweiten abendfüllenden Film Our Hospitality konzentriert sich Buster Keaton erstmals auf die Handlung seiner Geschichte zugunsten einer Reduktion absurder Gags. Die Komödie steht somit im Gegensatz zu den allermeisten der damaligen Slapstick-Komödien und gilt daher in der Entwicklung der Filmkomödie als besonders bedeutsam.
- 4. Dezember: Der Monumentalfilm The Ten Commandments (Die Zehn Gebote) von Cecil B. DeMille mit Theodore Roberts als Moses kommt in die Kinos. Einige Szenen dieses Stummfilms wurden in einer frühen Form von Technicolor gedreht.

### Weitere Ereignisse
- Januar: Charlie Chaplin und Pola Negri geben ihre Verlobung bekannt, die Beziehung zerbricht jedoch bereits wenige Monate später.
- 15. April: Lee De Forest stellt in New York City ein erstes Tonfilmsystem vor und demonstriert seine Versuche mit kurzen Musicalfilmen.

### Erfolgreichste Filme
Die neun erfolgreichsten Filme an den US-amerikanischen Kinokassen nach Einspielergebnis.
| Platz | Filmtitel                                | Einspielergebnis in US-Dollar |       |
| ----- | ---------------------------------------- | ----------------------------- | ----- |
| 1.    | The Ten Commandments                     | 4.169.798                     | [ 1 ] |
| 2.    | The Covered Wagon                        | 3.500.000                     | [ 2 ] |
| 3.    | Safety Last! The Hunchback of Notre Dame | 1.500.000                     | [ 2 ] |
| 5.    | Scaramouche                              | 1.000.000                     | [ 3 ] |
| 6.    | Adam’s Rib                               | 881.206                       | [ 1 ] |
| 7.    | Main Street                              | 510.000                       | [ 4 ] |
| 8.    | The Gold Diggers                         | 470.000                       | [ 4 ] |
| 9.    | Tiger Rose                               | 466.000                       | [ 4 ] |

### Filmpreise und Auszeichnungen
- Photoplay Award: Die Karawane von James Cruze

## Geboren

### Januar/Februar
- 01. Januar: Valentina Cortese, italienische Schauspielerin († 2019)
- 03. Januar: Charles Tingwell, australischer Schauspieler († 2009)
- 07. Januar: Pinkas Braun, schweizerischer Schauspieler († 2008)
- 08. Januar: Larry Storch, US-amerikanischer Schauspieler († 2022)
- 11. Januar: Wright King, US-amerikanischer Schauspieler († 2018)
- 19. Januar: Hellmut Lange, deutscher Schauspieler († 2011)
- 19. Januar: Jean Stapleton, US-amerikanische Schauspielerin († 2013)
- 21. Januar: Alberto de Mendoza, argentinischer Schauspieler († 2011)
- 22. Januar: Diana Dill, US-amerikanische Schauspielerin († 2015)
- 23. Januar: Florence Halop, US-amerikanische Schauspielerin († 1986)
- 25. Januar: Renato De Carmine, italienischer Schauspieler und Synchronsprecher († 2010)
- 26. Januar: Anne Jeffreys, US-amerikanische Schauspielerin († 2017)
- 29. Januar: Paddy Chayefsky, US-amerikanischer Drehbuchautor († 1981)

- 09. Februar: Heinz Drache, deutscher Schauspieler († 2002)

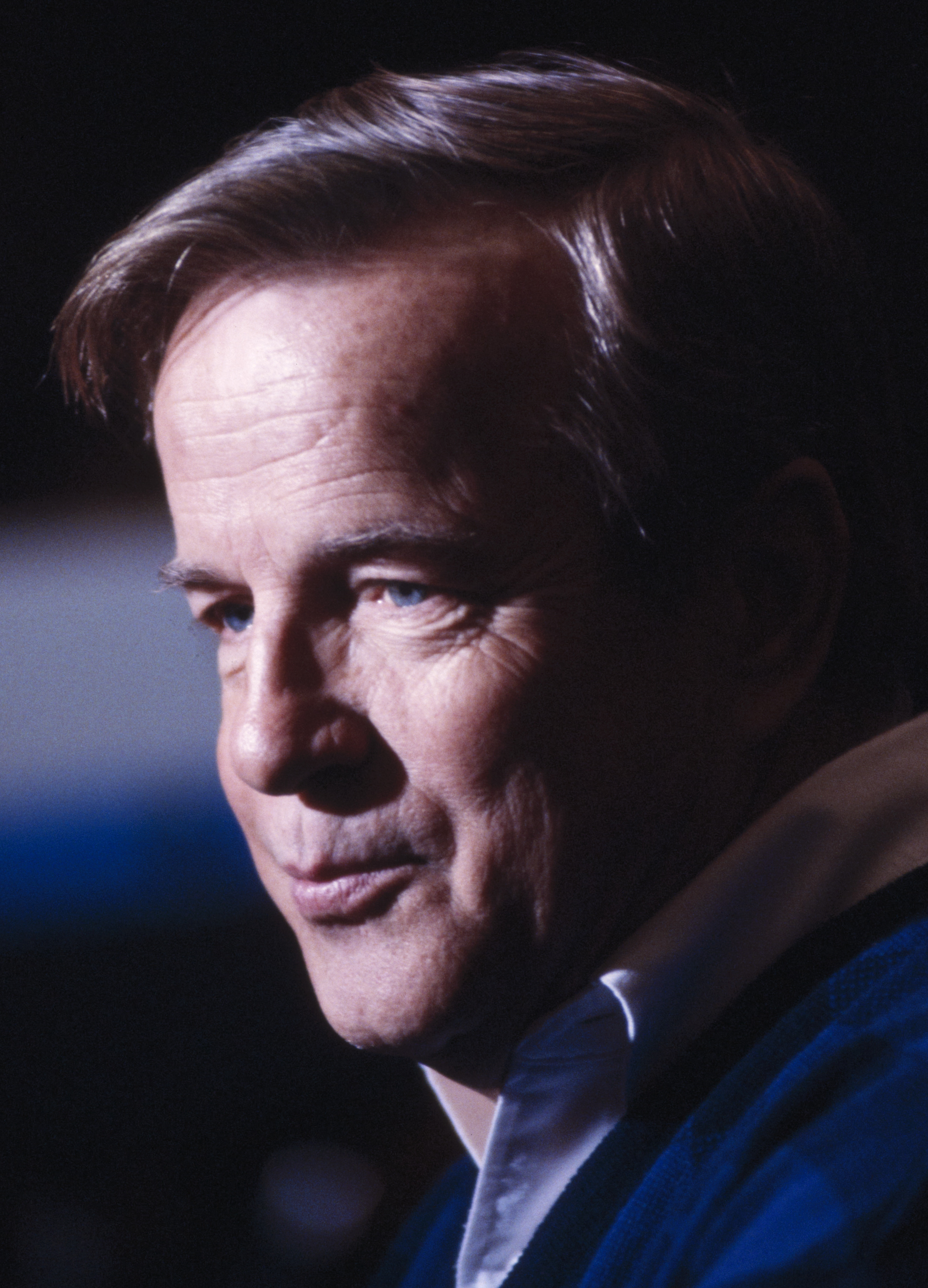
Franco Zeffirelli (1972)

- 12. Februar: Franco Zeffirelli, italienischer Regisseur († 2019)
- 17. Februar: Kathleen Freeman, US-amerikanische Schauspielerin († 2001)
- 24. Februar: Maurice Garrel, französischer Schauspieler († 2011)
- 24. Februar: Fred Steiner, US-amerikanischer Komponist († 2011)
- 26. Februar: Antonín Kachlík, tschechoslowakischer Regisseur und Drehbuchautor († 2022)
- 28. Februar: Charles Durning, US-amerikanischer Schauspieler († 2012)

### März/April
- 10. März: Dolores Fuller, US-amerikanische Schauspielerin († 2011)
- 17. März: Friedrich W. Bauschulte, deutscher Schauspieler und Synchronsprecher († 2003)
- 19. März: Giuseppe Rotunno, italienischer Kameramann († 2021)
- 24. März: Murray Hamilton, US-amerikanischer Schauspieler († 1986)

- 02. April: Gloria Henry, US-amerikanische Schauspielerin († 2021)
- 04. April: Dorothy Hart, US-amerikanische Schauspielerin († 2004)
- 07. April: Aldo Bufi Landi, italienischer Schauspieler († 2016)

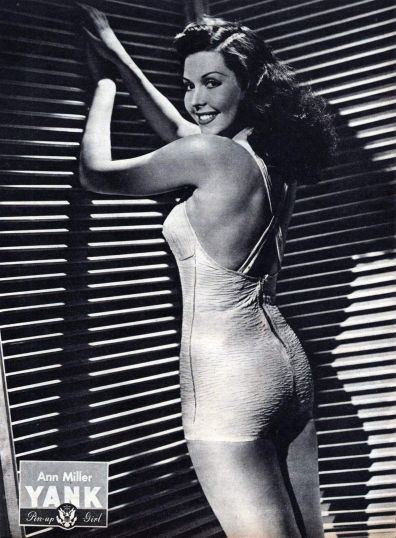
Ann Miller (* 12. April)

- 12. April: Ann Miller, US-amerikanische Schauspielerin († 2004)
- 14. April: Lydia Clarke, US-amerikanische Schauspielerin und Standfotografin († 2018)
- 16. April: Erwin Wirschaz, deutscher Schauspieler und Hörspielsprecher († 2011)
- 17. April: Lindsay Anderson, britischer Regisseur († 1994)
- 20. April: Tito Puente, US-amerikanischer Musiker und Schauspieler († 2000)
- 21. April: Gustaw Holoubek, polnischer Schauspieler († 2008)
- 25. April: Anita Björk, schwedische Schauspielerin († 2012)
- 25. April: Grant Munro, kanadischer Filmemacher und Animator († 2017)
- 25. April: Gert Rabanus, deutscher Synchronregisseur und Dialogbuchautor († 2024)
- 29. April: Irvin Kershner, US-amerikanischer Regisseur († 2010)
- 30. April: Hans Jürgen Diedrich, deutscher Schauspieler († 2012)
- 30. April: Al Lewis, US-amerikanischer Schauspieler († 2006)

### Mai/Juni
- 04. Mai: Eric Sykes, britischer Schauspieler, Regisseur und Drehbuchautor († 2012)
- 07. Mai: Anne Baxter, US-amerikanische Schauspielerin († 1985)
- 09. Mai: Claude Piéplu, französischer Schauspieler († 2006)
- 14. Mai: Mrinal Sen, indischer Regisseur († 2018)
- 18. Mai: Jean-Louis Roux, kanadischer Schauspieler († 2013)
- 20. Mai: Edith Fellows, US-amerikanische Schauspielerin († 2011)
- 21. Mai: Evelyn Ward, US-amerikanische Schauspielerin († 2012)
- 26. Mai: James Arness, US-amerikanischer Schauspieler († 2011)
- 26. Mai: Roy Dotrice, britischer Schauspieler († 2017)
- 26. Mai: Alfons Höckmann, deutscher Schauspieler († 2014)
- 26. Mai: Horst Tappert, deutscher Schauspieler († 2008)
- 28. Mai: Herta Hareiter, österreichische Szenenbildnerin († 2015)
- 29. Mai: Carl Duering, britischer Schauspieler († 2018)

- 02. Juni: Margot Trooger, deutsche Schauspielerin († 1994)
- 03. Juni: Herta Kravina, österreichische Schauspielerin und Synchronsprecherin († 2015)
- 05. Juni: Peggy Stewart, US-amerikanische Schauspielerin († 2019)
- 07. Juni: Carlos Thompson, argentinisch-deutscher Schauspieler († 1990)
- 08. Juni: Myron Healey, US-amerikanischer Schauspieler († 2005)
- 15. Juni: Erland Josephson, schwedischer Schauspieler († 2012)
- 18. Juni: Robert Ellenstein, US-amerikanischer Schauspieler († 2010)
- 27. Juni: Peter Schiff, deutscher Schauspieler und Synchronsprecher († 2014)

### Juli/August
- 06. Juli: Cathy O’Donnell, US-amerikanische Schauspielerin († 1970)
- 07. Juli: Liviu Ciulei, rumänischer Schauspieler und Regisseur († 2011)
- 08. Juli: Walter Buschhoff, deutscher Schauspieler († 2010)
- 10. Juli: Earl Hamner junior, US-amerikanischer Drehbuchautor und Produzent († 2016)
- 12. Juli: Freddie Fields, US-amerikanischer Schauspielagent und Produzent († 2007)
- 13. Juli: Alexandre Astruc, französischer Regisseur, Drehbuchautor und Kritiker († 2016)
- 14. Juli: Dale Robertson, US-amerikanischer Schauspieler († 2013)
- 14. Juli: Gerd E. Schäfer, deutscher Schauspieler († 2001)
- 18. Juli: Michael Medwin, britischer Schauspieler und Produzent († 2020)
- 22. Juli: César Fernández Ardavín, spanischer Regisseur und Drehbuchautor († 2012)
- 25. Juli: Leonardo Villar, brasilianischer Schauspieler († 2020)
- 26. Juli: Biff Elliot, US-amerikanischer Schauspieler († 2012)
- 29. Juli: Gordon Mitchell, US-amerikanischer Schauspieler († 2003)

- 10. August: Rhonda Fleming, US-amerikanische Schauspielerin († 2020)
- 10. August: Theo Mezger, deutscher Drehbuchautor und Regisseur († 2023)
- 14. August: Alice Ghostley, US-amerikanische Schauspielerin († 2007)
- 24. August: Jean-Marc Thibault, französischer Schauspieler († 2017)
- 28. August: Bloke Modisane, südafrikanischer Schauspieler († 1986)

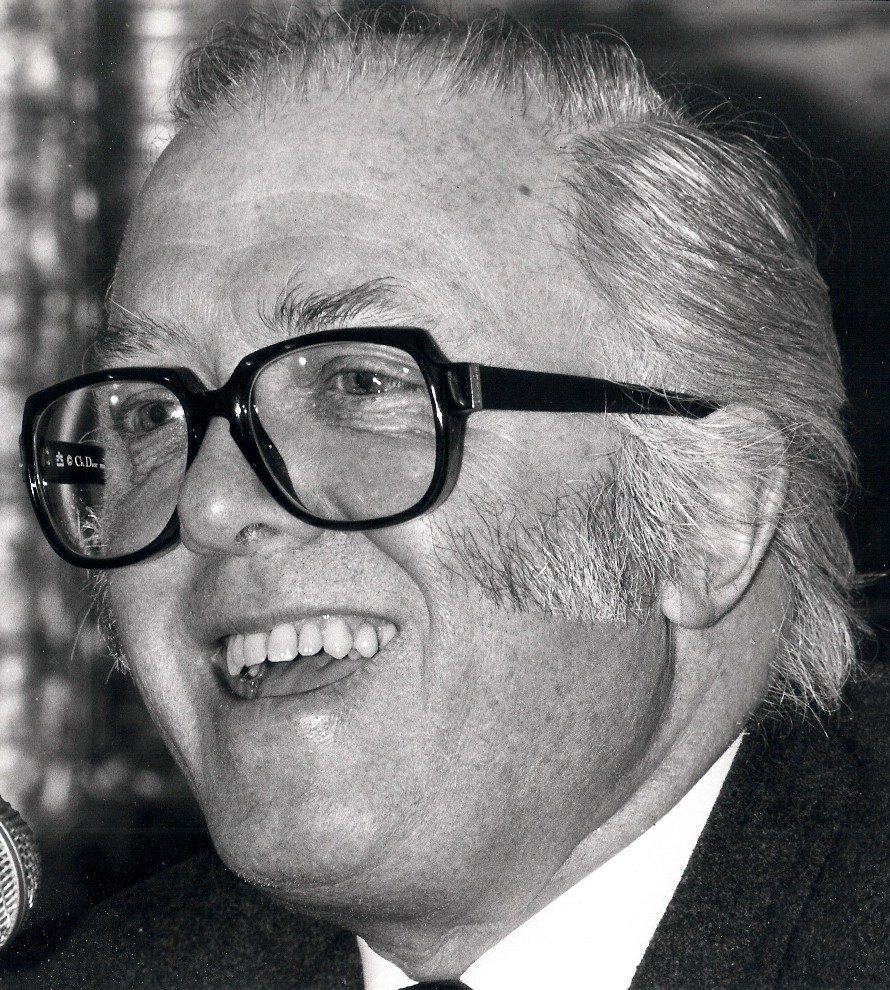
Richard Attenborough (* 29. August)

- 29. August: Richard Attenborough, britischer Schauspieler und Regisseur († 2014)
- 30. August: William Duell, US-amerikanischer Schauspieler († 2011)
- 31. August: Erich Fritze, deutscher Schauspieler und Synchronsprecher († 1991)

### September/Oktober
- 02. September: Walerian Borowczyk, polnischer Regisseur († 2006)
- 04. September: Mirko Ellis, schweizerischer Schauspieler († 2014)
- 05. September: Gustavo Rojo, uruguayischer Schauspieler und Produzent († 2017)
- 07. September: Peter Lawford, britischer Schauspieler († 1984)
- 09. September: David Rayfiel, US-amerikanischer Drehbuchautor († 2011)
- 09. September: Cliff Robertson, US-amerikanischer Schauspieler († 2011)
- 12. September: John Chambers, US-amerikanischer Maskenbildner († 2001)
- 15. September: Alvaro Mancori, italienischer Kameramann und Produzent († 2011)
- 20. September: Jack Pinoteau, französischer Regisseur und Drehbuchautor († 2017)
- 26. September: Dev Anand, indischer Schauspieler, Regisseur und Produzent († 2011)
- 28. September: William Windom, US-amerikanischer Schauspieler († 2012)
- 29. September: William A. Fraker, US-amerikanischer Kameramann († 2010)

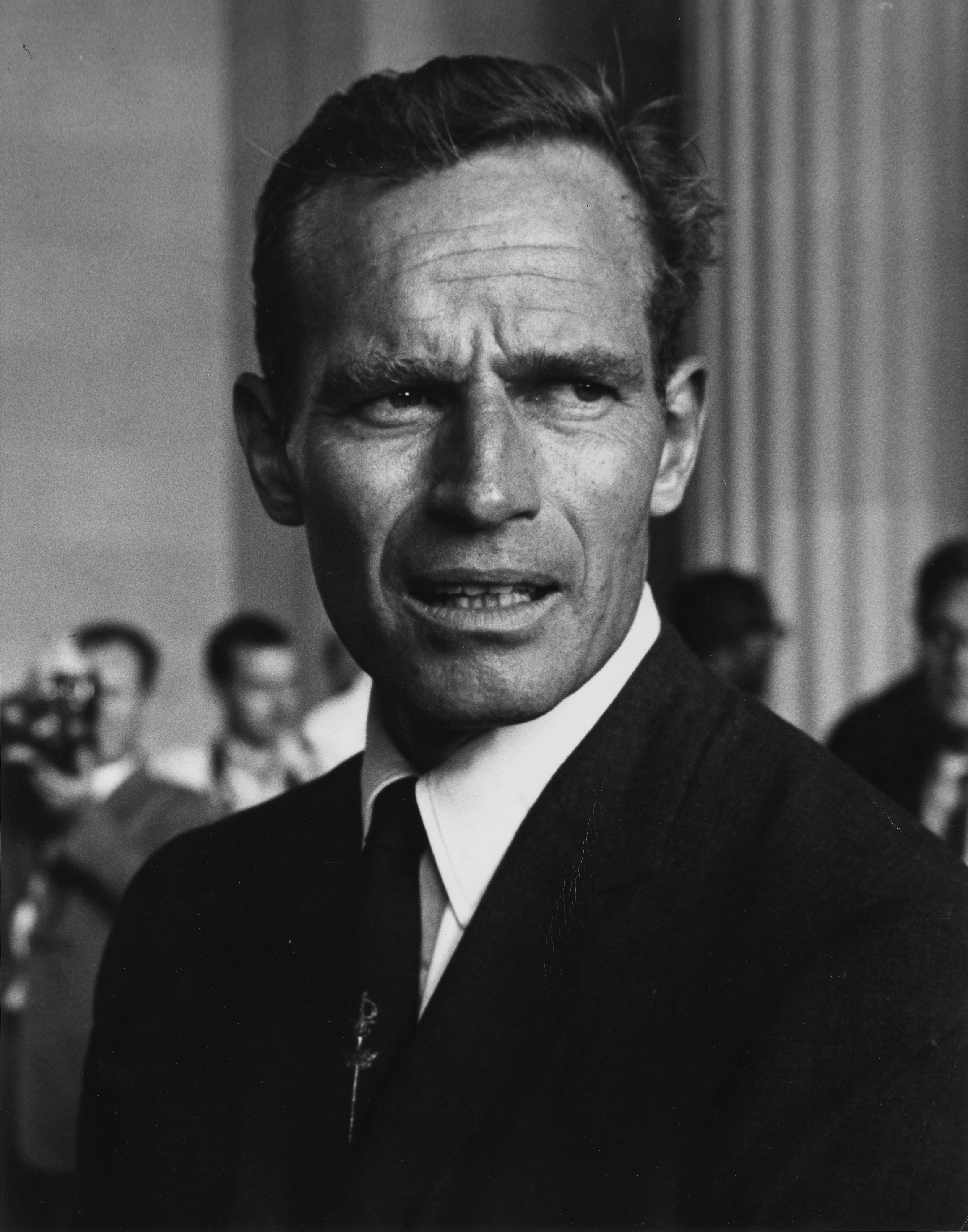
Charlton Heston (* 4. Oktober)

- 04. Oktober: Charlton Heston, US-amerikanischer Schauspieler († 2008)
- 05. Oktober: Glynis Johns, walisische Schauspielerin († 2024)
- 08. Oktober: Eva Maria Meineke, deutsche Schauspielerin († 2018)
- 09. Oktober: Donald Sinden, britischer Schauspieler († 2014)
- 10. Oktober: Nicholas Parsons, britischer Schauspieler und Moderator († 2020)
- 12. Oktober: Jean Wallace, US-amerikanische Schauspielerin († 1990)
- 15. Oktober: Vittorio De Seta, italienischer Regisseur und Drehbuchautor († 2011)
- 16. Oktober: Linda Darnell, US-amerikanische Schauspielerin († 1965)
- 21. Oktober: Eva Maria Bauer, deutsche Schauspielerin († 2006)

### November/Dezember
- 06. November: Sam O’Steen, US-amerikanischer Filmeditor († 2000)
- 11. November: Richard Venture, US-amerikanischer Schauspieler († 2017)

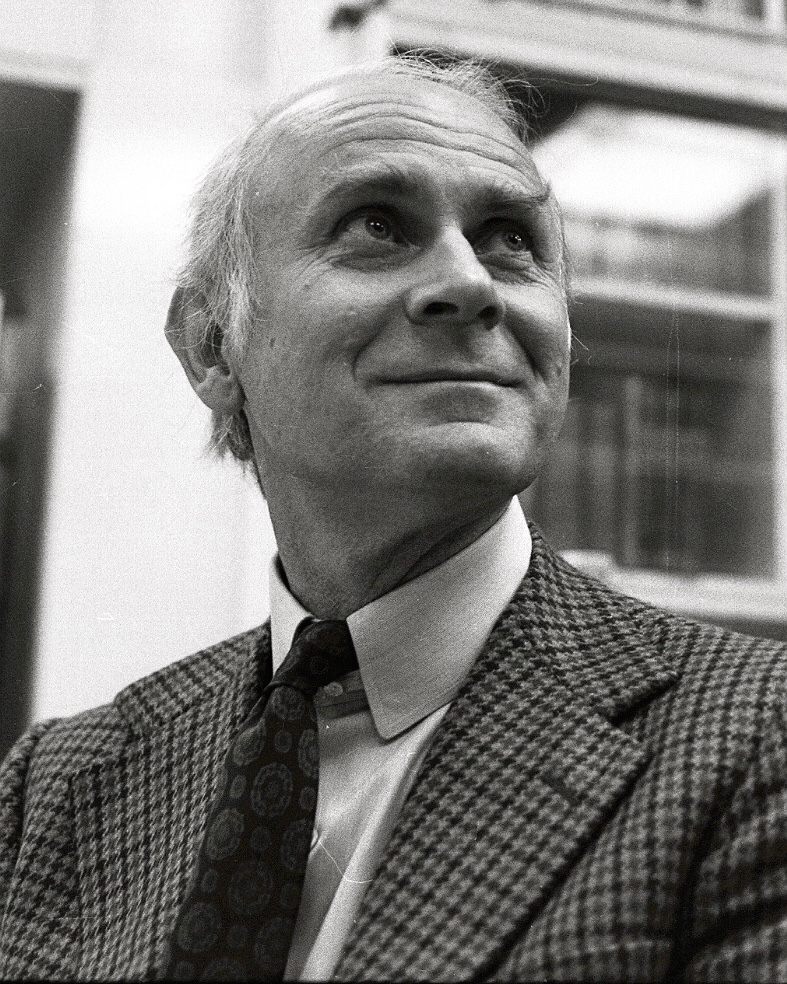
Loriot (1971)

- 12. November: Bernhard-Viktor Christoph-Carl von Bülow, bekannt als Loriot, deutscher Humorist, Zeichner, Schauspieler und Regisseur († 2011)
- 13. November: Linda Christian, mexikanische Schauspielerin († 2011)
- 17. November: Horst Michael Neutze, deutscher Schauspieler († 2006)
- 18. November: Robert Graf, deutscher Schauspieler († 1966)
- 20. November: Tonino Delli Colli, italienischer Kameramann († 2005)
- 22. November: Arthur Hiller, kanadischer Regisseur († 2016)
- 23. November: Peter Hammond, britischer Schauspieler und Regisseur († 2011)
- 28. November: Gloria Grahame, US-amerikanische Schauspielerin († 1981)
- 28. November: James Karen, US-amerikanischer Schauspieler († 2018)

- 01. Dezember: Dick Shawn, US-amerikanischer Schauspieler († 1987)
- 03. Dezember: Dede Allen, US-amerikanische Filmeditorin († 2010)
- 03. Dezember: Wolfgang Neuss, deutscher Schauspieler († 1989)
- 06. Dezember: Euan Lloyd, britischer Produzent († 2016)
- 08. Dezember: Dewey Martin, US-amerikanischer Schauspieler († 2018)
- 09. Dezember: Dina Merrill, US-amerikanische Schauspielerin († 2017)
- 10. Dezember: Harold Gould, US-amerikanischer Schauspieler († 2010)

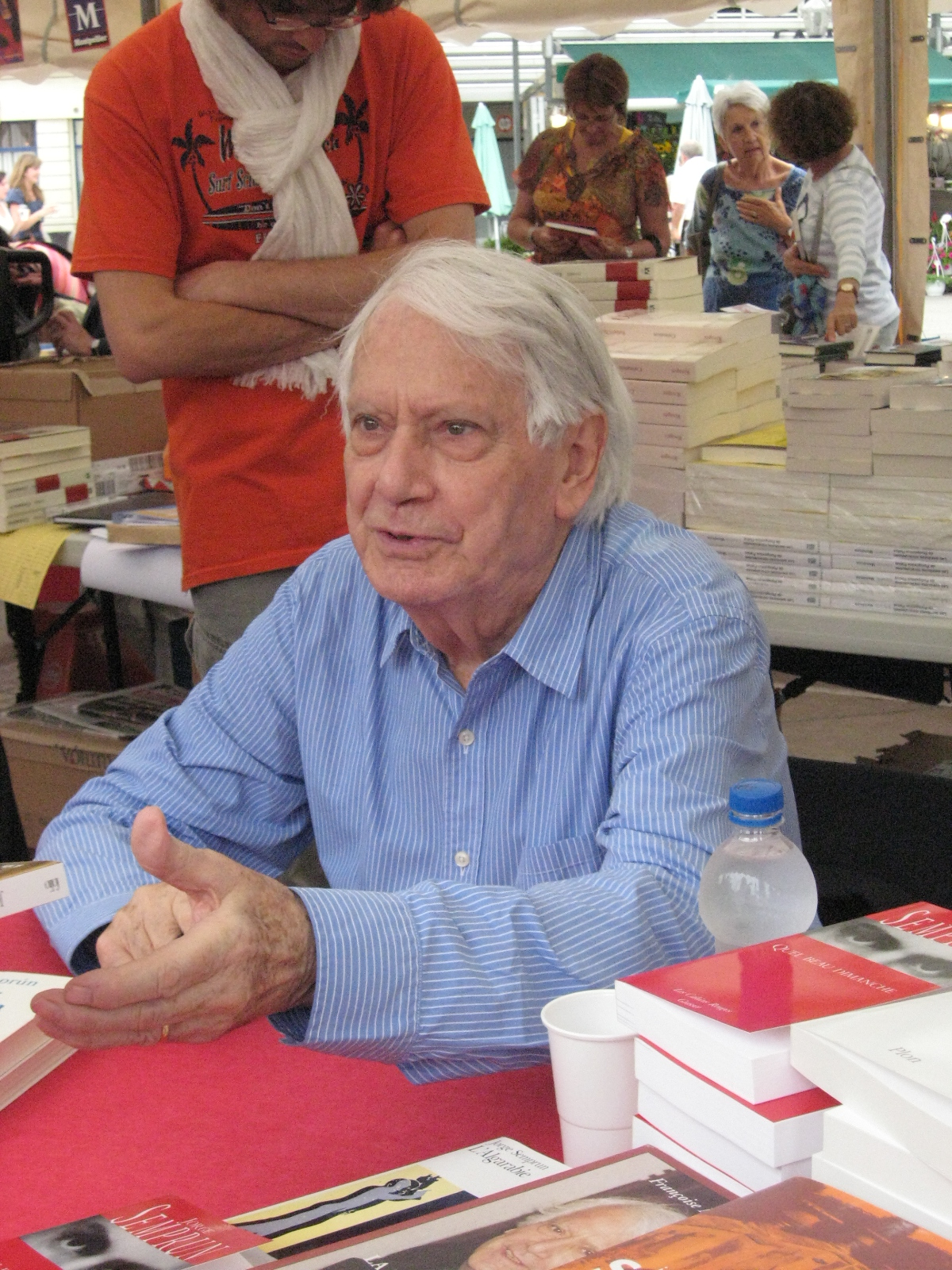
Jorge Semprún (* 10. Dezember)

- 10. Dezember: Jorge Semprún, spanischer Drehbuchautor († 2011)
- 14. Dezember: Janet Brown, britische Schauspielerin († 2011)
- 14. Dezember: Paraluman, philippinische Schauspielerin († 2009)

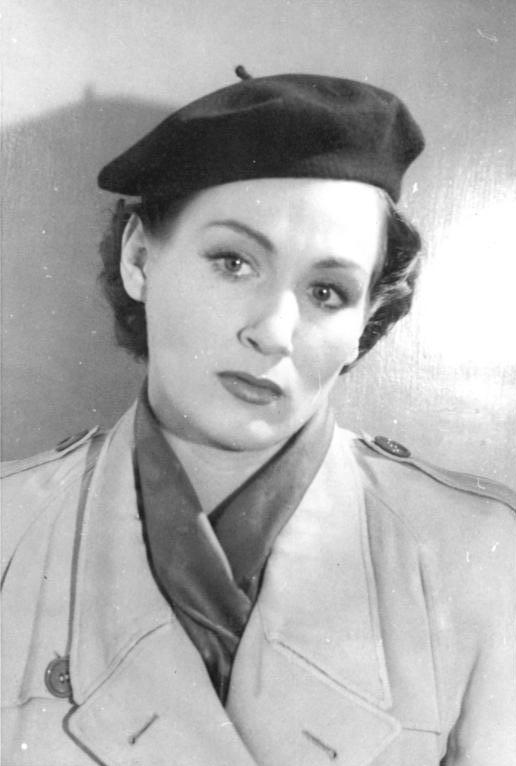
Inge Keller (* 15. Dezember)

- 15. Dezember: Inge Keller, deutsche Schauspielerin († 2017)
- 15. Dezember: Leon Niemczyk, polnischer Schauspieler († 2006)
- 19. Dezember: Gordon Jackson, britischer Schauspieler († 1990)
- 20. Dezember: Rod Amateau, US-amerikanischer Drehbuchautor, Produzent und Regisseur († 2003)
- 24. Dezember: David F. Friedman, US-amerikanischer Produzent († 2011)
- 27. Dezember: Elisabeth Versluys, niederländische Schauspielerin († 2011)
- 29. Dezember: Mike Nussbaum, US-amerikanischer Schauspieler († 2023)

## Gestorben
- 18. Januar: Wallace Reid, US-amerikanischer Schauspieler (* 1891)

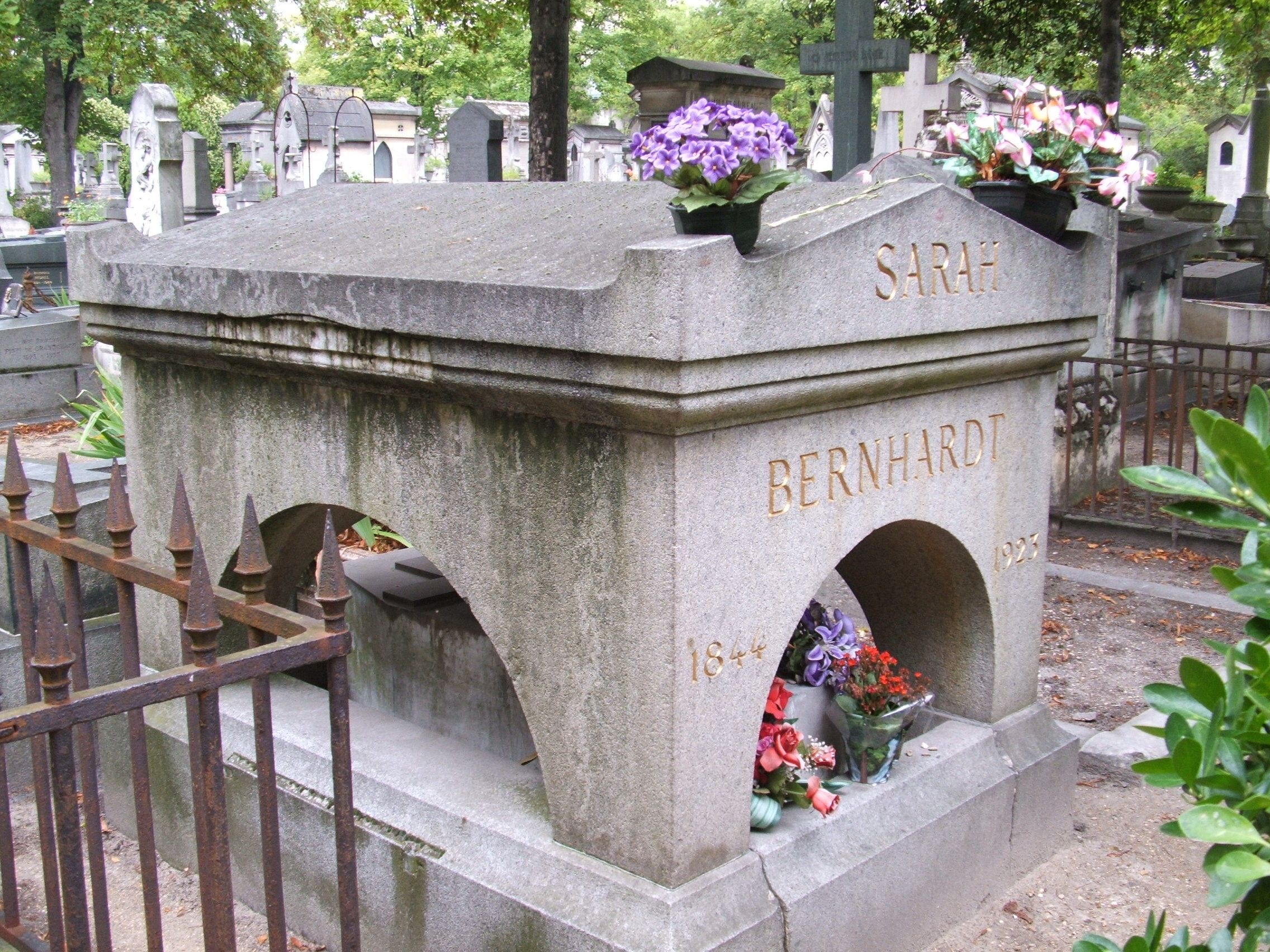
Sarah Bernhardts Grab auf dem Friedhof Père Lachaise

- 26. März: Sarah Bernhardt, französische Schauspielerin (* 1844)
- 22. April: Emil Albes, deutscher Schauspieler und Regisseur (* 1861)
- 16. Oktober: Rosa Lanzlott, deutsche Schauspielerin (* 1834)
- 16. November: Guido Herzfeld, deutscher Schauspieler und Theaterregisseur (* 1870)